# یواس‌اس کالیفرنیا (اس‌پی-۶۴۷)
یواس‌اس کالیفرنیا (اس‌پی-۶۴۷) (به انگلیسی: USS California (SP-647)) یک کشتی بود که طول آن ۵۸' ۲" بود. این کشتی در سال ۱۹۱۰ ساخته شد.